# Imre Harangi
Imre Harangi (ur. 16 października 1913 w Nyíradony, zm. 4 lutego 1979 w Budapeszcie) – węgierski bokser, mistrz olimpijski.
Startował w wadze lekkiej (do 60 kg). Podczas Igrzysk Olimpijskich w Berlinie 1936 zdobył w niej złoty medal. Dwukrotnie brał udział w mistrzostwach Europy. W Budapeszcie 1934 zdobył srebrny medal (pokonał wówczas m.in. Janisława Sipińskiego), a w Mediolanie 1937 odpadł w pierwszej walce.
Sześciokrotnie zdobywał mistrzostwo Węgier w latach 1933–1938.